# خزان عشق
خزان عشق یا شد خزان از جمله ترانه‌های مشهور و ماندگار فارسی با متنی عاشقانه از رهی معیری است که نخستین بار در سال ۱۳۱۳ با آهنگسازی و صدای جواد بدیع‌زاده اجرا شد و از معدود ترانه‌های خاطره‌انگیزی است که با گذشت ۹۰ سال تاکنون جاذبهٔ خود را در میان مردم حفظ کرده‌است. این ترانه سال‌ها بعد توسط خوانندگانی چون هوشمند عقیلی‌مهر و ویگن نیز بازخوانی شده‌است.
در برخی از آثار تلویزیونی و سینمایی ایران، کارگردانان برای ایجاد تم دوران پهلوی و حال و هوای دوران گذشته از پخش این ترانه با صدای بدیع‌زاده استفاده نموده‌اند.

## متن ترانه
شعر این ترانه بر اساس اجرای اصلی و نخستین یعنی اجرا و آهنگسازی جواد بدیع‌زاده به شرح زیر است:
| شد خزان گلشن آشنایی                |  | بازم آتش به جان زد جدایی        |
| عمر من ای گل طی شد بهر تو          |  | وز تو ندیدم جز بدعهدی و بی‌وفایی |
| با تو وفا کردم تا به تنم جان بود   |  | عشق و وفاداری با تو چه دارد سود |
| آفت خرمن مهر و وفایی               |  | نوگل گلشن جور و جفایی           |
| از دل سنگت آه                      |  |                                 |
| دلم از غم خونین است                |  | روش بختم این است                |
| از جام غم مستم                     |  | دشمن می‌پرستم                    |
| تا هستم                            |  |                                 |
| تو و مست از می به چمن چون گل خندان |  | از مستی بر گریهٔ من              |
| با دگران در گلشن نوشی می           |  | من ز فراقت ناله کنم تا کی       |
| تو و می چون لاله کشیدن‌ها           |  | من و چون گل جامه دریدن‌ها        |
| به رقیبان خواری دیدن‌ها             |  |                                 |
| دلم از غم خون کردی                 |  | چه بگویم چون کردی               |
| دردم افزون کردی                    |  |                                 |
| برو ای از مهر و وفا عاری           |  | برو ای عاری ز وفاداری           |
| که شکستی چون زلفت عهد مرا          |  |                                 |
| دریغ و درد از عمرم                 |  | که در وفایت شد طی               |
| ستم به یاران تا چند                |  | جفا به عاشق تا کی               |
| نمی‌کنی ای گل یک دم یادم            |  | که همچو اشک از چشمت افتادم      |
| تا کی بی‌تو بود از غم خون دل من     |  |                                 |
| آه از دل تو                        |  |                                 |
| گر چه ز محنت خوارم کردی            |  | با غم و حسرت یارم کردی          |
| مهر تو دارم باز                    |  |                                 |
| بکن ای گل با من                    |  | هر چه توانی ناز                 |
| کز عشقت می‌سوزم باز                 |  |                                 |